# مويكا راتاج
مويكا راتاج (ولدت في 9 ديسمبر 1979) هي متزلجة بوسنية تنافست في مسابقة التزلج المتعرج للنساء في دورة الألعاب الأولمبية الشتوية 2006.

## روابط خارجية
- مويكا راتاج على موقع الاتحاد الدولي للتزلج (التزلج على المنحدرات الثلجية) (الإنجليزية)
- مويكا راتاج على موقع أوليمبيديا (الإنجليزية)